# Liboslava Fafková starší
Liboslava Fafková starší, rozená Jiránková, (10. října 1892 Praha – 24. října 1942 Koncentrační tábor Mauthausen) byla manželkou odbojáře Petra Fafka. Manželé Fafkovi měli dvě dcery: starší Relu Fafkovou a mladší Liboslavu Fafkovou. Celá rodina Fafků se za protektorátu zapojila do protiněmeckého odboje a to především jako podporovatelé členů paradesantního výsadku Anthropoid.

## Život
Liboslava Fafková se narodila jako Liboslava Jiránková dne 10. října 1892 v Praze. Rodina Fafkových se po první světové válce přestěhovala z Vyšehradu na Žižkov, později pak na Vinohrady. Celá rodina pravidelně docházela do žižkovské Betlémské kaple na bohoslužby Českobratrské církve evangelické, obě její dcery (Rela i Liboslava) navštěvovaly nedělní školu a obě se do církevní spolupráce zapojily hned po své konfirmaci po boku jejich matky. Starší Rela se připravovala ke katechetské zkoušce a chtěla se věnovat vyučování náboženství. Mladší Liboslava pracovala již dříve ve sboru, také i jako učitelka nedělní školy. Liboslava Fafková starší pracovala původně jako cukrářka. Po sňatku s Petrem Fafkem a narození dcer (v letech 1920 a 1922) pak byla ženou v domácnosti.

### Domácí odboj
Již v době krátce po nastolení Protektorátu Čechy a Morava byl její manžel Petr Fafek činný v domácím protiněmeckém odboji. Stal se spolupracovníkem Ústředního vedení odboje domácího (ÚVOD). Fafek patřil rovněž do okruhu osob kolem starosty sokolské župy Krušnohorské-Kukaňovy Jana Zelenky-Hajského a předsedy starších české pravoslavné církve Jana Sonnevenda.
Na jaře roku 1942 rodina Fafkových poskytla ve svém bytě v Kolínské ulici 1718/11 na pražských Vinohradech úkryt parašutistům operace Anthropoid (konkrétně Jozefu Gabčíkovi a Janu Kubišovi), plánujícím útok na Reinharda Heydricha. Dcery manželů Fafkových (Rela a Liboslava) dělaly doprovod parašutistům při jejich vycházkách po Praze. Byt Fafkových sloužil parašutistům především v posledním týdnu před atentátem, ale rotmistr Jan Kubiš se zde skrýval i nějaký čas po atentátu.
Po provedení atentátu (27. května 1942) se Jozef Gabčík s Janem Kubišem a dalšími československými parašutisty ukrývali v kryptě chrámu svatého Cyrila a Metoděje na pražském Novém Městě, kde je rodina Fafkových pomáhala zásobovat potravinami a dalším materiálem. Všem se stala osudnou zrada Karla Čurdy 16. června 1942, po které následovala vlna zatýkání spolupracovníků parašutistů a jejich rodinných příslušníků.

### Zatčení, věznění a výslechy
Jozef Gabčík s ostatními padl 18. června 1942 v chrámu Cyrila a Metoděje, Petr Fafek a jeho manželka Liboslava Fafková starší byli i s dcerami zatčeni 22. června 1942 gestapem. Následovaly výslechy Fafkových v centrále pražského gestapa v Petschkově paláci. Všichni byli vězněni nejprve v Praze a poté v Malé pevnosti Terezín. Dne 29. září 1942 byli stanným soudem odsouzeni k trestu smrti. O téměř měsíc později (22. října 1942) je odvezli z Terezína do koncentračního tábora Mauthausen, kam transport dorazil následující den (23. října). O den později byli zastřeleni malorážní pistolí do týla (společně s dalšími spolupracovníky a rodinnými příslušníky atentátníků) při fingované zdravotní prohlídce v odstřelovacím koutě mauthausenského „bunkru“. Liboslava Fafková starší zemřela v 10.50 hodin.

Rodinní příslušníci
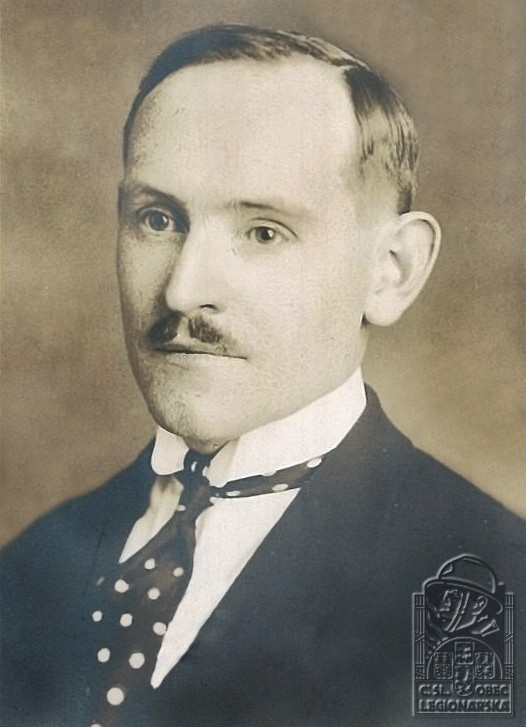
Manžel Petr Fafek
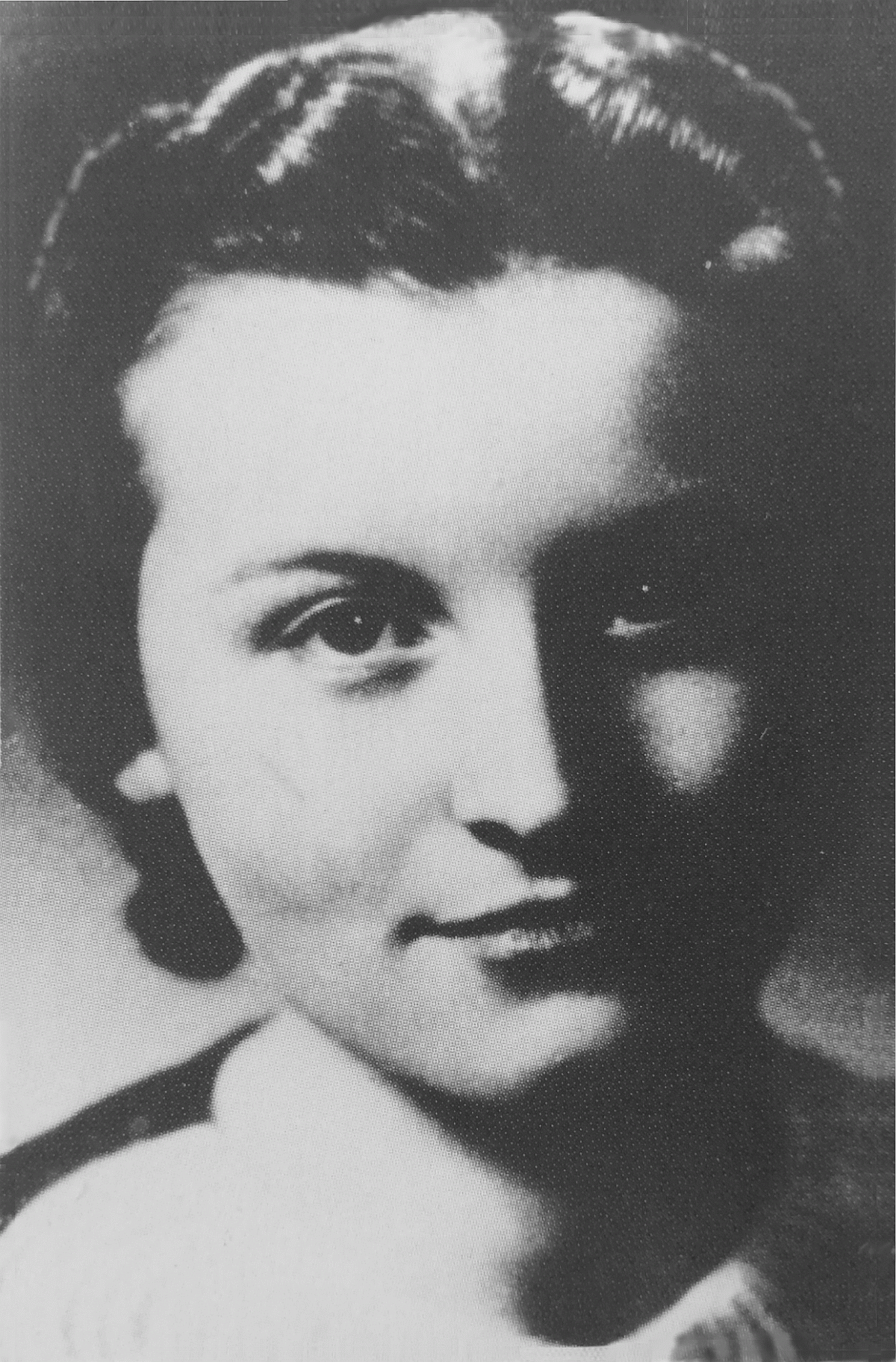
Starší dcera Rela Fafková
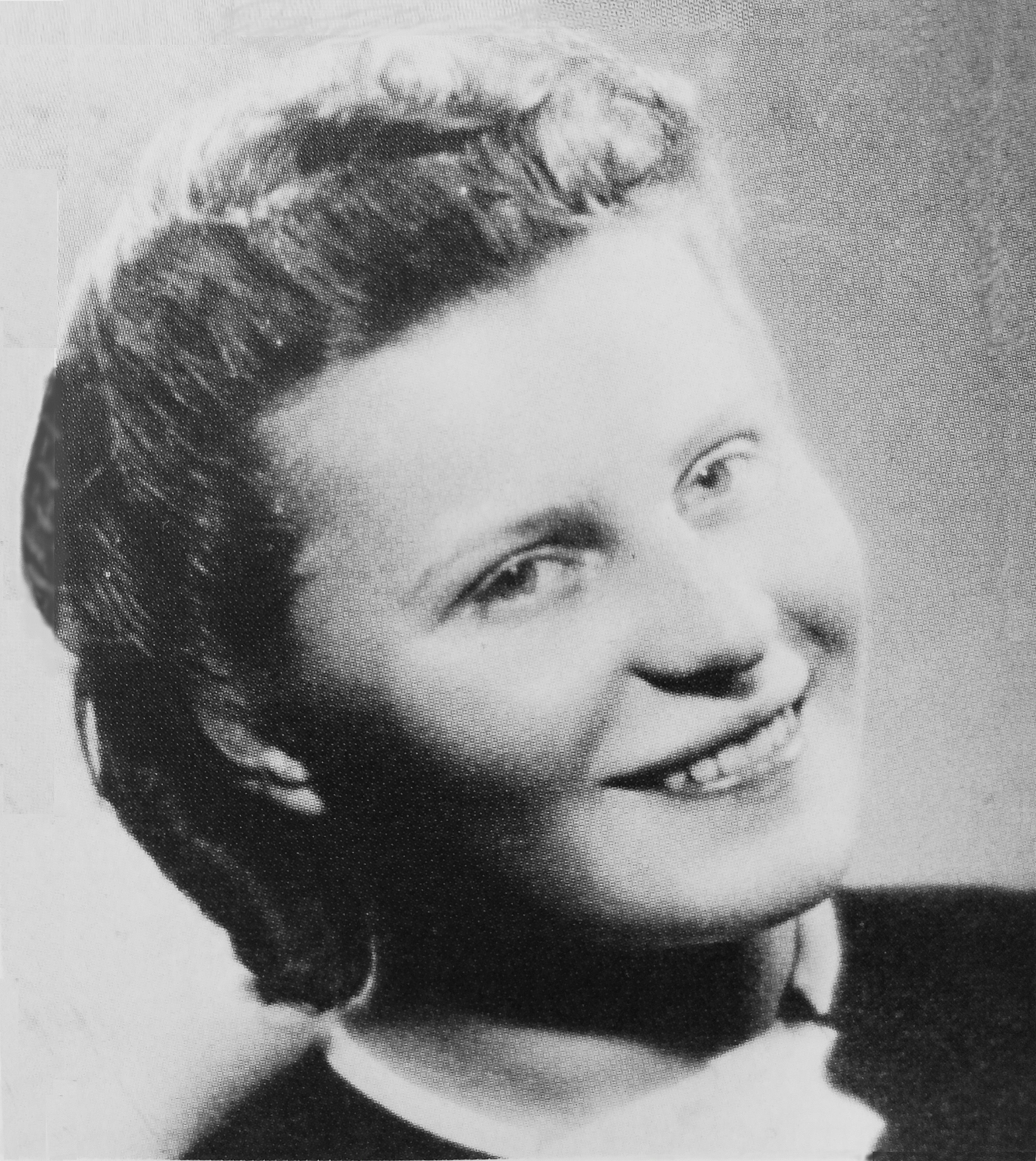
Mladší dcera Liboslava Fafková

## Připomínky
- Její jméno (Fafková Liboslava *20.9.1892) i jméno jejího manžela (Fafek Petr *30.7.1893) jsou uvedena na pomníku při pravoslavném chrámu svatého Cyrila a Metoděje (adresa: Praha 2, Resslova 9a). Pomník byl odhalen 26. ledna 2011 a je součástí Národního památníku obětí heydrichiády.[11][12][13]
- Pamětní deska na domě na adrese Praha 3, Kolínská 1718/11 byla odhalena 6. května 1951. Na desce je nápis: Z TOHOTO DOMU BYLI NACISTY ODVLEČENI / PETR FAFEK S MANŽELKOU LIBĚNOU / A S DCERAMI RELOU A LIBĚNOU / VŠICHNI BYLI POPRAVENI 24.X.1942 / V KONCENTR. TÁBOŘE MAUTHAUSENU / PRO UKRÝVÁNÍ PARAŠUTISTŮ / GABČÍKA A KUBIŠE // ČEST JEJICH PAMÁTCE![14]
- Pamětní deska rodiny Fafkovy (odhalena po 2. sv. válce farářem Kristianem Pavlem Lanštjákem) je umístěna v žižkovské Betlémské kapli. Na této pamětní desce je nápis: Boj výborný bojoval jsem ... II.K.TIM.4,7. // PETR * 1893 / LIBOSLAVA / roz. Jiránková * 1892 / RELA * 1920 / LIBOSLAVA * 1921 / FAFKOVI / † V MAUTHAUSENU / 24. X. 1942 / Památce / svých věrných členů // Nedělní škola / a kruh sester.[15]
- Hrob na hřbitově Malvazinky v Praze (sekce: CII, číslo hrobu 99). Pietní místo rodiny Fafkových. V rodinném hrobě je pochován Josef Fafek, bratr Petra Fafka.[p 3] Pietní místo připomíná (krom Petra Fafka) i Liboslavu Fafkovou starší (1892–1942), Liboslavu Fafkovou mladší (1922–1942) a Relu Fafkovou (1920–1942). U hrobu (pietního místa) je instalovaná informační tabulka.
- V pražských Vysočanech vznikla při příležitosti výstavby nové čtvrti Emila Kolbena ulice s názvem Fafkových.[17]

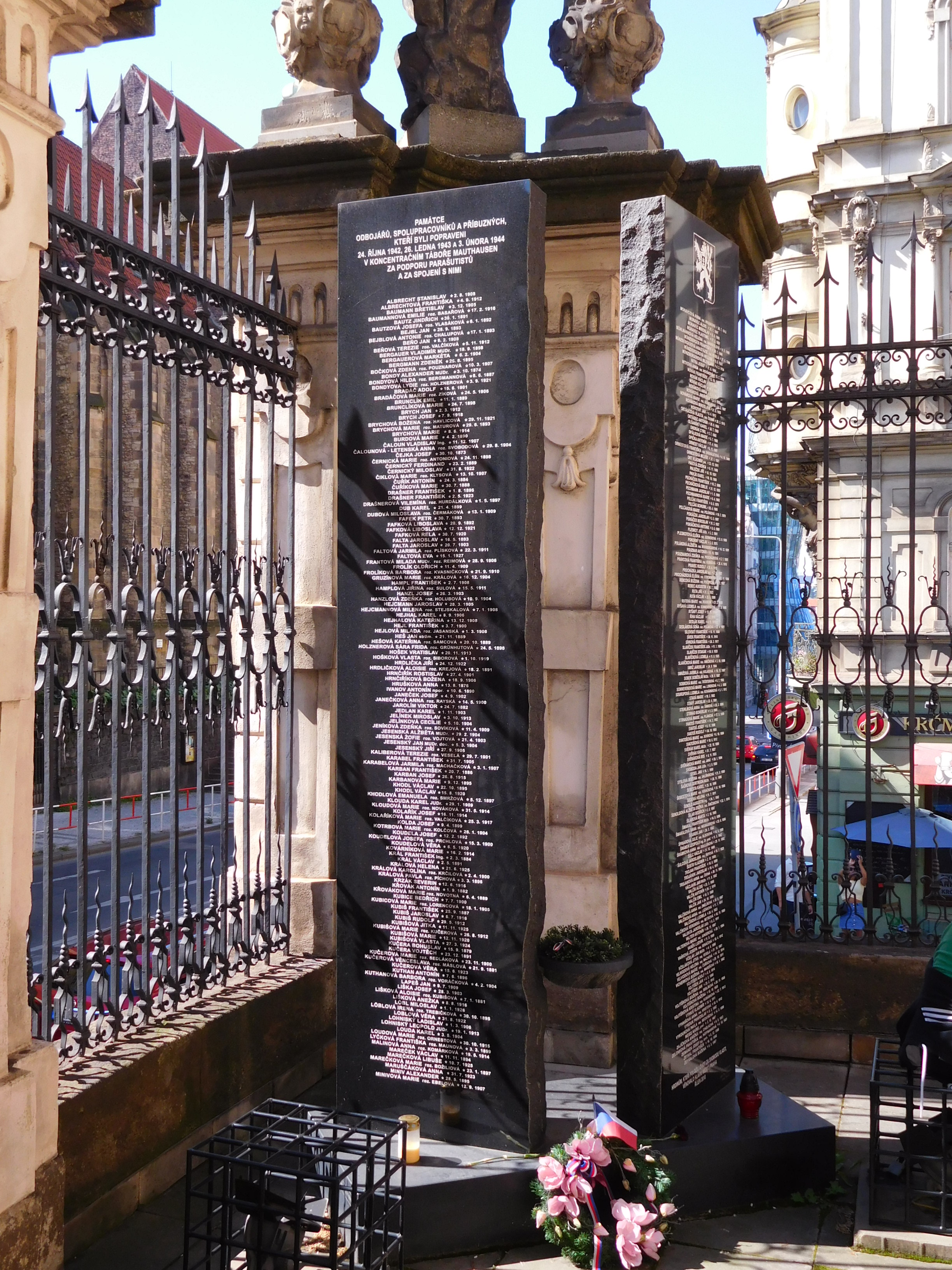
Pomník odbojářům popraveným a umučeným v souvislostí s operací Anthropoid (Resslova ulice)
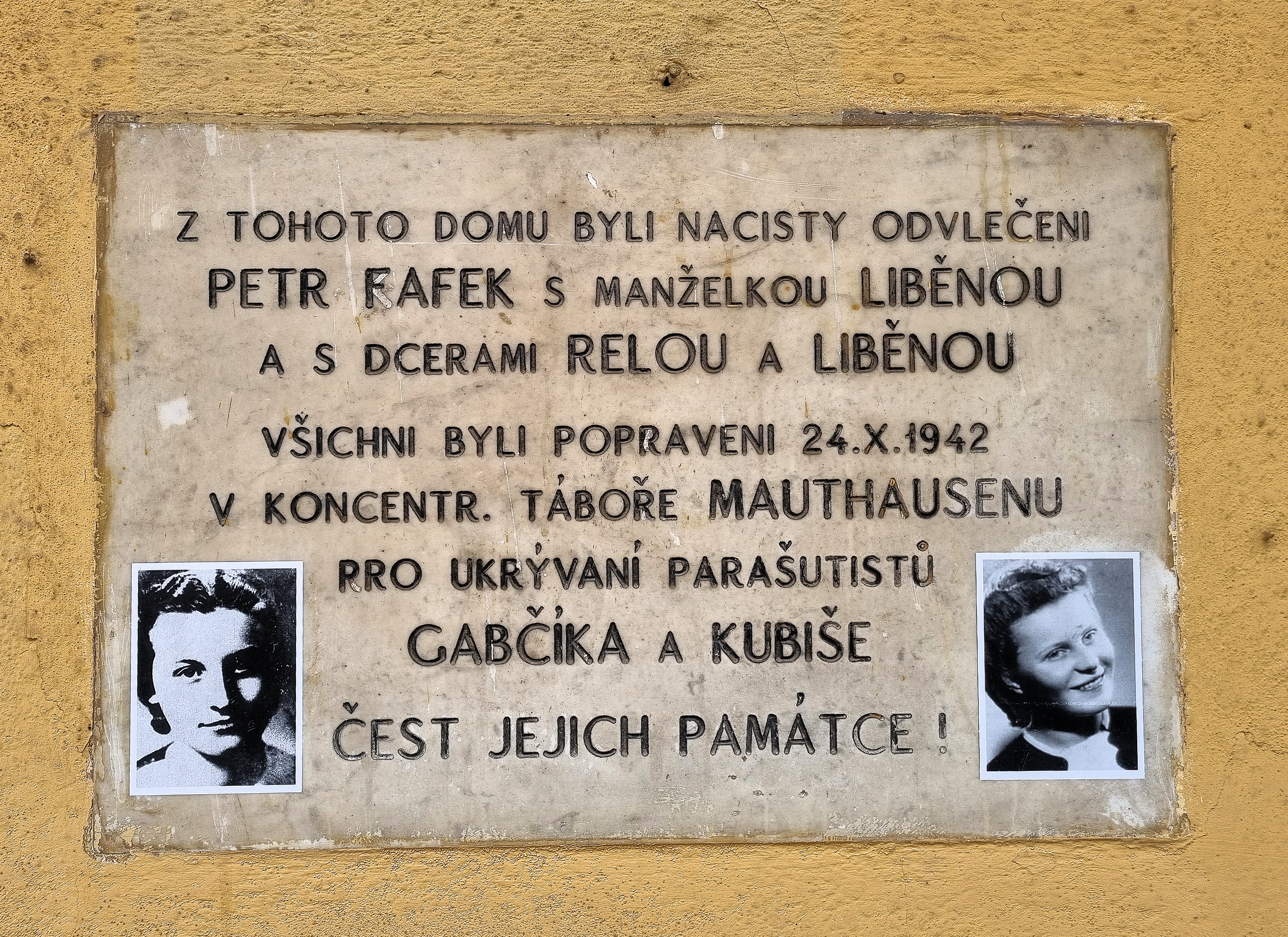
Pamětní deska rodiny Fafkových v Kolínské ulici v Praze
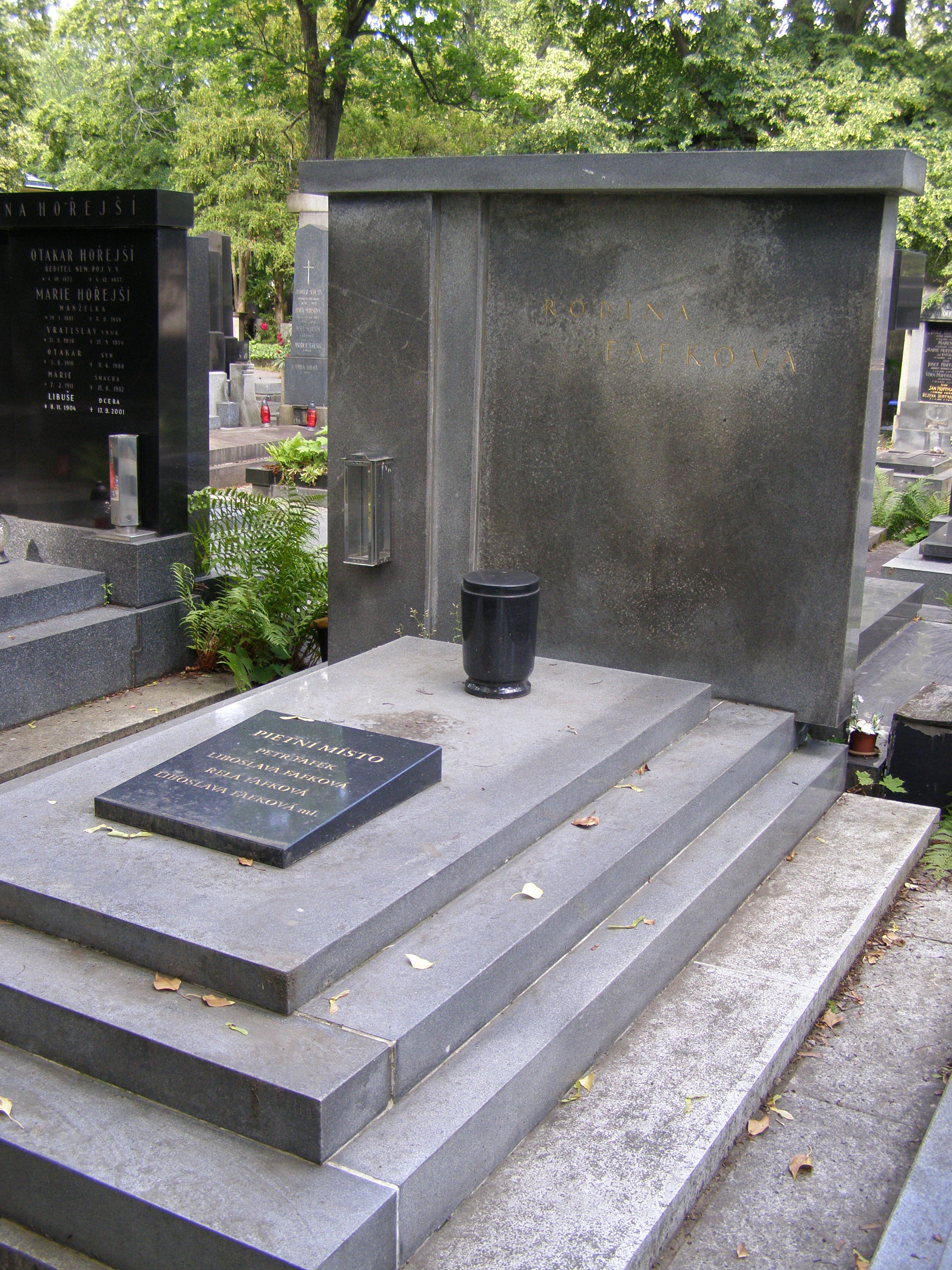
Symbolický hrob rodiny Fafkových na hřbitově Malvazinky v Praze
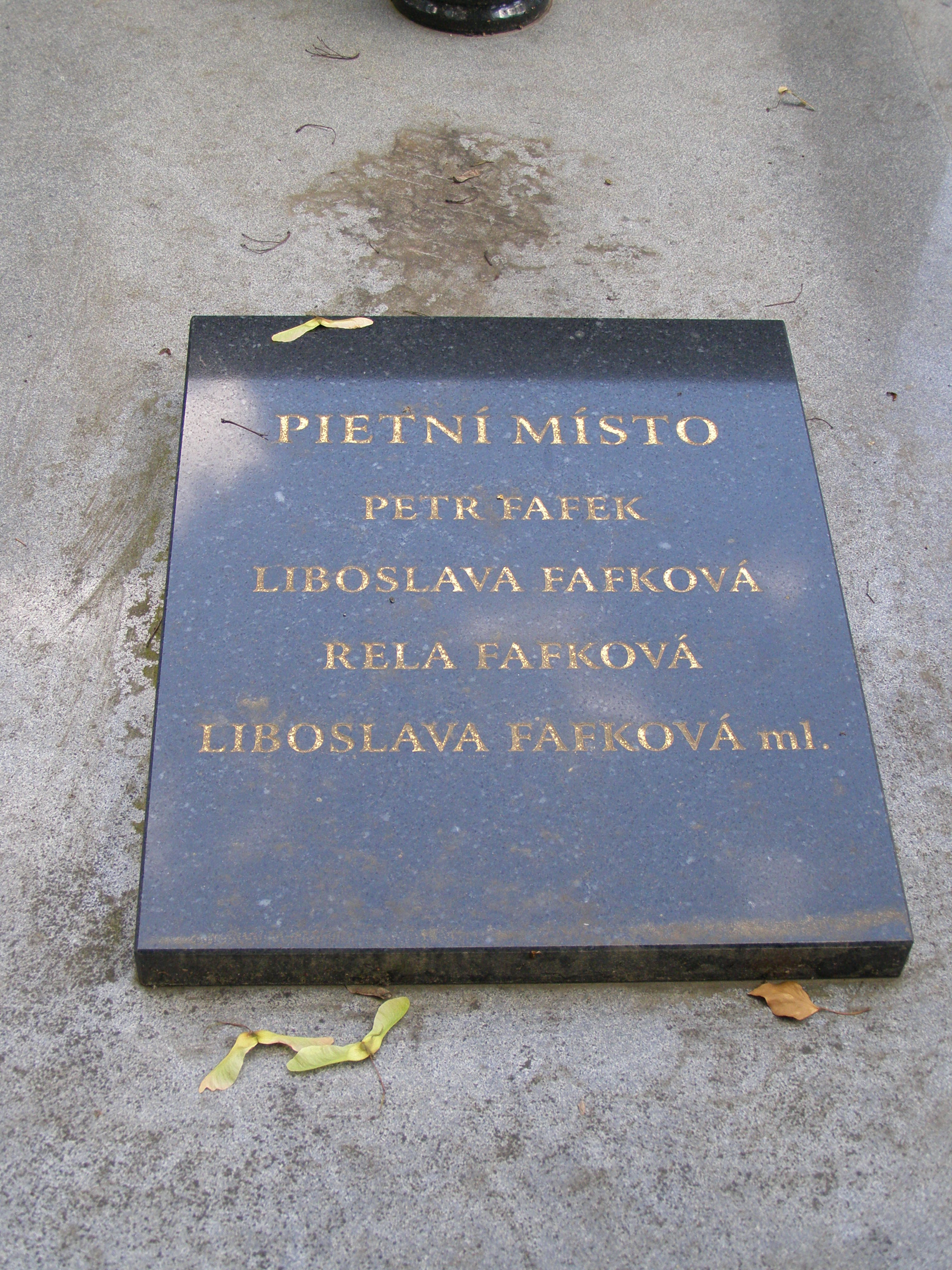
Pietní místo na hřbitově Malvazinky v Praze
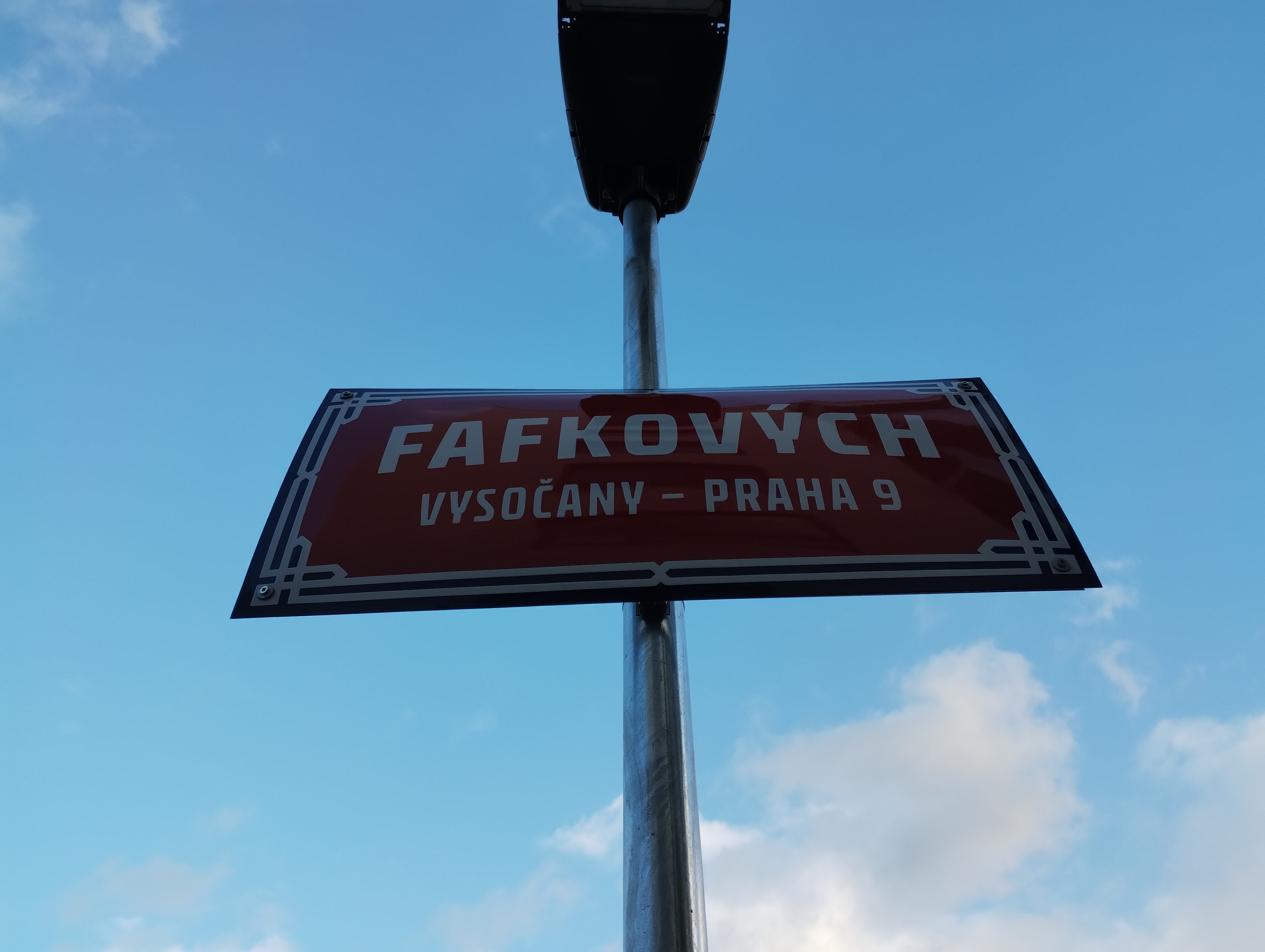
Ulice Fafkových v Praze-Vysočanech

### Poznámky

Někteří zatčení dne 22. června 1942
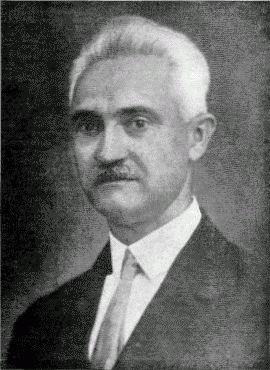
Jan Sonnevend
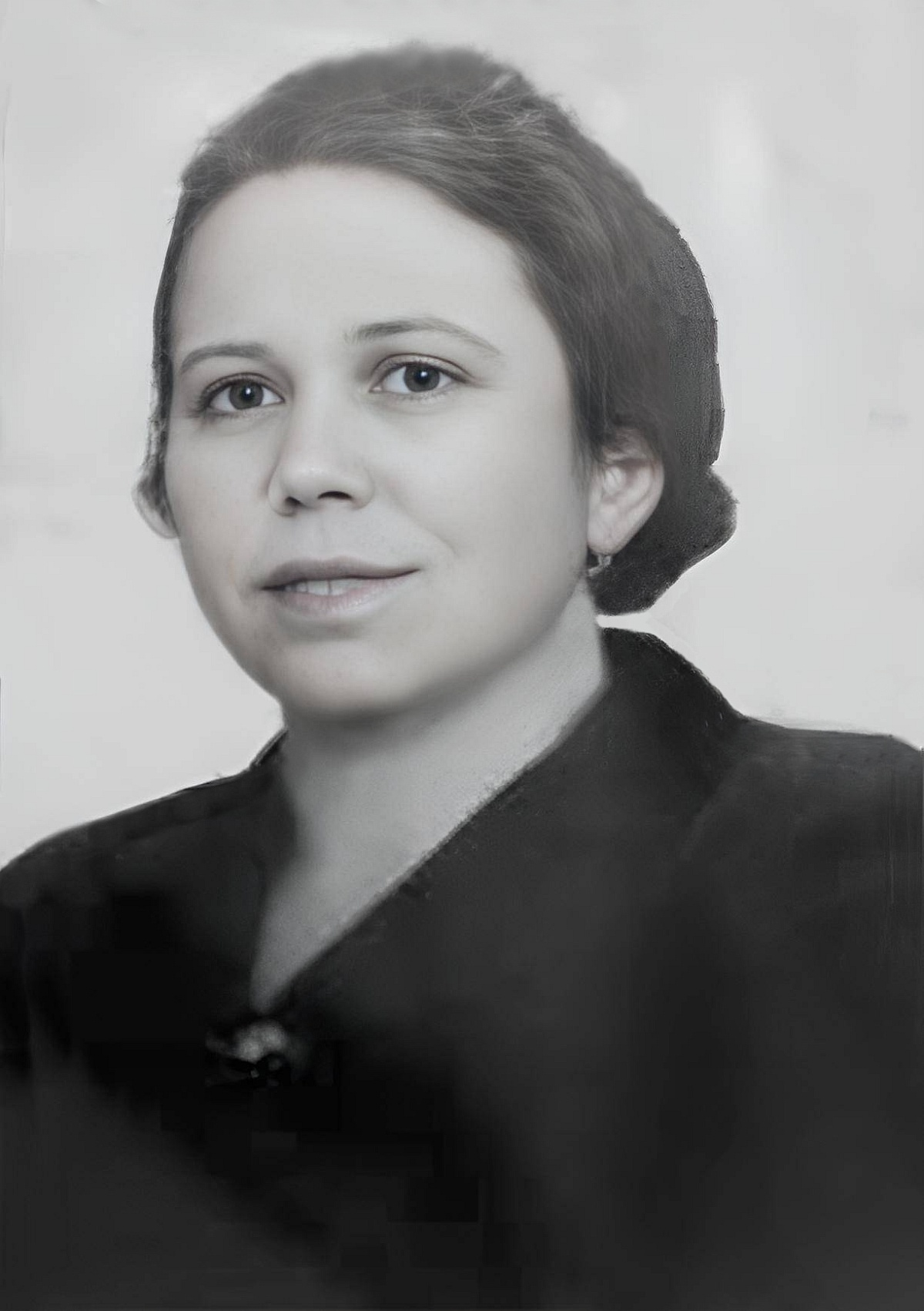
Marie Bradáčová
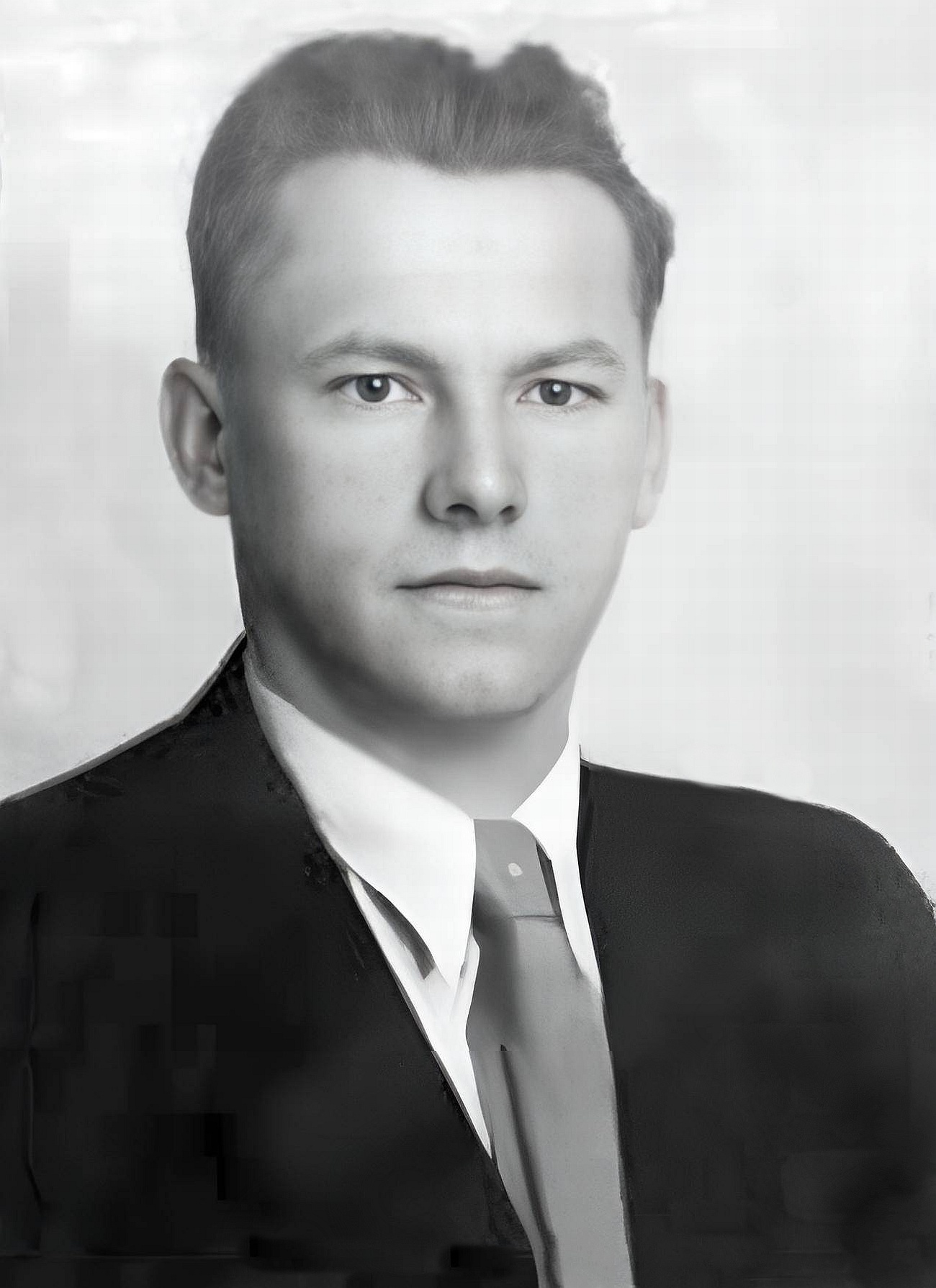
Adolf Bradáč
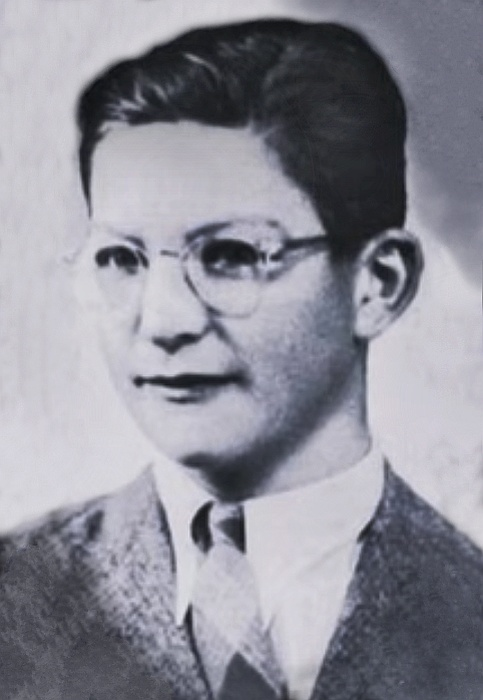
Miroslav Löbl
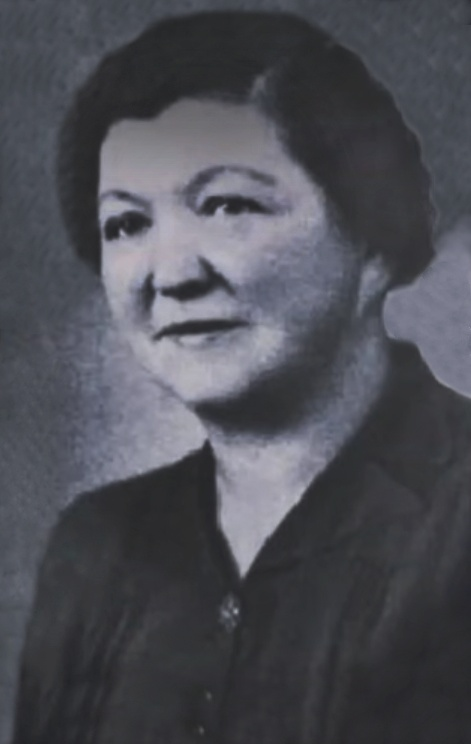
Irena Löblová
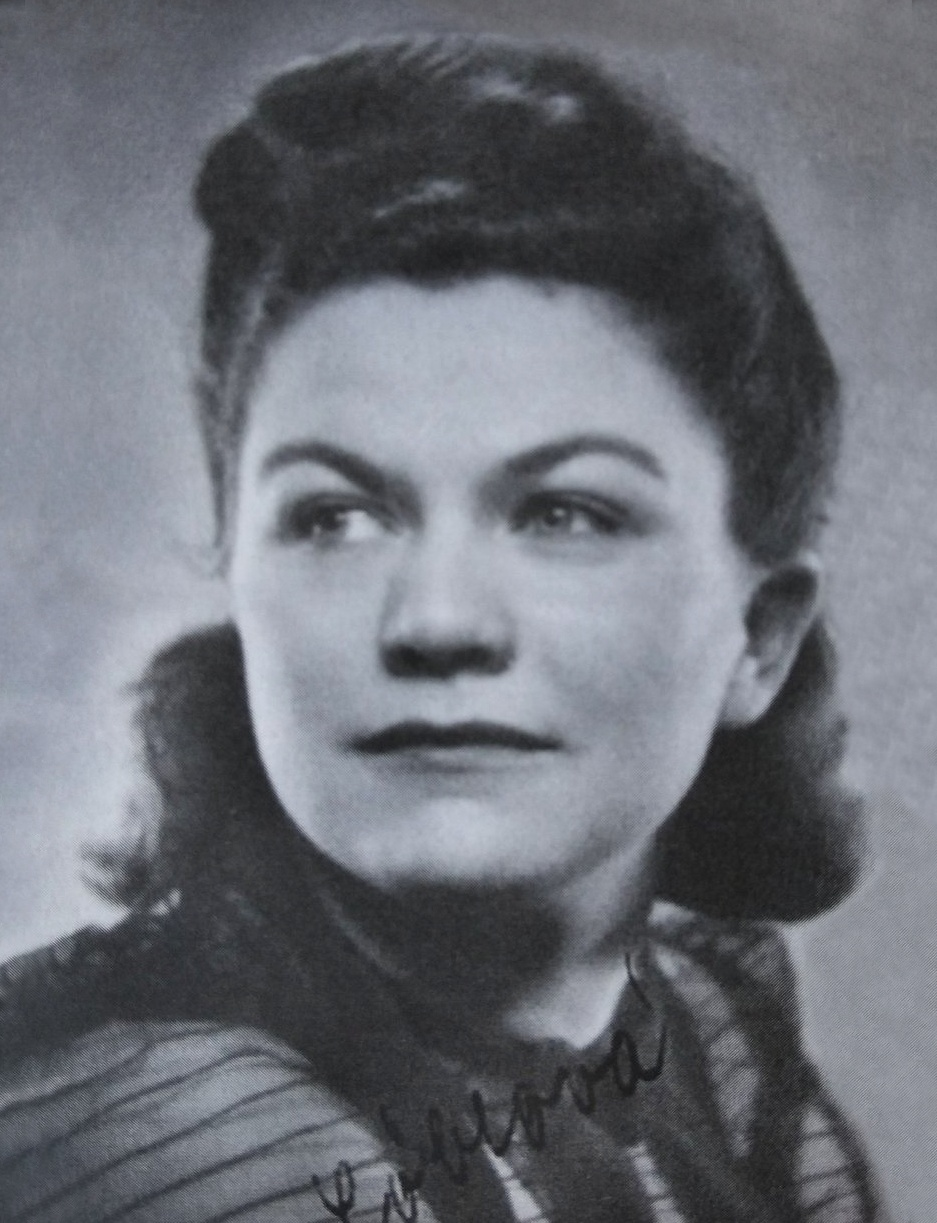
Věra Löblová